# Verbandsgemeinde Freinsheim
Die Verbandsgemeinde Freinsheim ist eine Gebietskörperschaft im Landkreis Bad Dürkheim in Rheinland-Pfalz. Der Verbandsgemeinde gehören die Stadt Freinsheim sowie sieben weitere Ortsgemeinden an, Verwaltungssitz ist die namensgebende Stadt Freinsheim.

## Verbandsangehörige Gemeinden
| Ortsgemeinde, Stadt         | Fläche (km²) | Einwohner |
| --------------------------- | ------------ | --------- |
| Bobenheim am Berg           | 6,33         | 797       |
| Dackenheim                  | 3,32         | 454       |
| Erpolzheim                  | 3,60         | 1.322     |
| Freinsheim, Stadt           | 13,60        | 4.772     |
| Herxheim am Berg            | 4,35         | 734       |
| Kallstadt                   | 6,58         | 1.234     |
| Weisenheim am Berg          | 9,20         | 1.670     |
| Weisenheim am Sand          | 13,72        | 4.177     |
| Verbandsgemeinde Freinsheim | 60,72        | 15.160    |

(Einwohner am 31. Dezember 2024)

## Geschichte
Die Verbandsgemeinde Freinsheim wurde 1972 wie alle Verbandsgemeinden im damaligen Regierungsbezirk Rheinhessen-Pfalz auf der Grundlage des „Dreizehnten Landesgesetzes über die Verwaltungsvereinfachung im Lande Rheinland-Pfalz“ neu gebildet. Bis dahin bestanden die aus der bayerischen Pfalz (1816–1946) stammenden Verwaltungsstrukturen.

## Bevölkerungsentwicklung
Die Entwicklung der Einwohnerzahl bezogen auf das heutige Gebiet der Verbandsgemeinde Freinsheim; die Werte von 1871 bis 1987 beruhen auf Volkszählungen:
| Verbandsgemeinde Freinsheim: Einwohnerzahlen von 1815 bis 2024 | Verbandsgemeinde Freinsheim: Einwohnerzahlen von 1815 bis 2024 | Verbandsgemeinde Freinsheim: Einwohnerzahlen von 1815 bis 2024 | Verbandsgemeinde Freinsheim: Einwohnerzahlen von 1815 bis 2024 | Verbandsgemeinde Freinsheim: Einwohnerzahlen von 1815 bis 2024 |
| -------------------------------------------------------------- | -------------------------------------------------------------- | -------------------------------------------------------------- | -------------------------------------------------------------- | -------------------------------------------------------------- |
| Jahr                                                           |                                                                |                                                                |                                                                | Einwohner                                                      |
| 1815                                                           | 1815                                                           |                                                                | 5.857                                                          | 5.857                                                          |
| 1835                                                           | 1835                                                           |                                                                | 7.704                                                          | 7.704                                                          |
| 1871                                                           | 1871                                                           |                                                                | 8.181                                                          | 8.181                                                          |
| 1905                                                           | 1905                                                           |                                                                | 8.480                                                          | 8.480                                                          |
| 1939                                                           | 1939                                                           |                                                                | 9.191                                                          | 9.191                                                          |
| 1950                                                           | 1950                                                           |                                                                | 10.939                                                         | 10.939                                                         |
| 1961                                                           | 1961                                                           |                                                                | 11.235                                                         | 11.235                                                         |
| 1970                                                           | 1970                                                           |                                                                | 11.178                                                         | 11.178                                                         |
| 1987                                                           | 1987                                                           |                                                                | 13.438                                                         | 13.438                                                         |
| 1997                                                           | 1997                                                           |                                                                | 15.243                                                         | 15.243                                                         |
| 2005                                                           | 2005                                                           |                                                                | 15.480                                                         | 15.480                                                         |
| 2024                                                           | 2024                                                           |                                                                | 15.160                                                         | 15.160                                                         |
|                                                                |                                                                |                                                                |                                                                |                                                                |

## Politik

### Verbandsgemeinderat
Der Verbandsgemeinderat Freinsheim besteht aus 32 ehrenamtlichen Ratsmitgliedern, die bei der Kommunalwahl am 9. Juni 2024 in einer personalisierten Verhältniswahl gewählt wurden, und dem hauptamtlichen Bürgermeister als Vorsitzendem.
Sitzverteilung:
| Wahl | SPD | CDU | GRÜNE | FDP | FWG | Gesamt   |
| ---- | --- | --- | ----- | --- | --- | -------- |
| 2024 | 7   | 11  | 3     | 3   | 8   | 32 Sitze |
| 2019 | 7   | 9   | 5     | 3   | 8   | 32 Sitze |
| 2014 | 9   | 10  | 3     | 2   | 8   | 32 Sitze |
| 2009 | 10  | 10  | 2     | 4   | 6   | 32 Sitze |
| 2004 | 10  | 12  | 2     | 3   | 5   | 32 Sitze |
| 1999 | 12  | 12  | 2     | 3   | 3   | 32 Sitze |

- FWG = Freie Wählergruppe Verbandsgemeinde Freinsheim e. V.

### Bürgermeister
Hauptamtlicher Bürgermeister der Verbandsgemeinde Freinsheim ist Jürgen Oberholz (FWG). Bei der Stichwahl am 31. Januar 2016 wurde er mit einem Stimmenanteil von 52,1 % für acht Jahre gewählt, nachdem bei der Direktwahl am 17. Januar 2016 keiner der ursprünglich vier Bewerber eine ausreichende Mehrheit erreicht hatte. Oberholz ist Nachfolger von Wolfgang Quante (SPD), der aus gesundheitlichen Gründen vorzeitig in Ruhestand ging. Bei der Direktwahl am 5. November 2023 wurde Oberholz mit einem Stimmenanteil von 50,2 % für eine weitere achtjährige Wahlperiode im Amt bestätigt und setzte sich dabei mit einem Vorsprung von 21 Stimmen gegen den zweiten Bewerber Thomas Jaworek (CDU) durch.
- 22.04.1972 – 15.08.1972: kommissarisch Wolfgang Kunz, Amtmann
- 16.08.1972 – 17.10.1991: Gottfried Nisslmüller (SPD)
- 18.10.1991 – 06.01.1992: kommissarisch Manfred Schreiber (SPD), Erster Beigeordneter
- 07.01.1992 – 30.09.2015: Wolfgang Quante (SPD)
- 01.10.2015 – 29.02.2016: kommissarisch Jürgen Oberholz (FWG), Erster Beigeordneter
- 01.03.2016 – 00.00.0000: Jürgen Oberholz (FWG)

### Wappen
Das Wappen der Verbandsgemeinde ist geviert. Rechts oben auf hellblauem Grund steht, rot bewehrt und bezungt, ein rechtsgewendeter silberner Adler, links oben liegt auf goldenem Grund schräg ein silberner Schlüssel, der mit der Spitze nach links unten weist. Rechts unten liegt auf goldenem Grund eine blaue Weintraube, links unten auf schwarzem Grund steht, rot bewehrt und bezungt, ein rechtsgewendeter goldener Löwe.
Der Adler symbolisiert das Grafengeschlecht der Leininger, der Schlüssel das frühere Bistum Worms, der Löwe die Kurpfalz. Die blaue Traube verdeutlicht, dass im Raum Freinsheim schon früh auf den Anbau roter Rebsorten gesetzt wurde, die dort nahezu die Hälfte der bestockten Rebfläche einnehmen.

### Partnerkommune
Eine Partnerschaft besteht seit 1995 mit der Landgemeinde – damals noch Verwaltungsgemeinschaft – Ilmtal-Weinstraße.